# Stefano Vecchia
Stefano Vecchia (Stockholm, 1995. január 23. –) svéd labdarúgó, a Malmö csatárja.

## Pályafutása
Vecchia a svéd fővárosban, Stockholmban született. Az ifjúsági pályafutását a helyi Vasalund csapatában kezdte, majd 2002-ben a Brommapojkarna akadémiájánál folytatta.
2013-ban mutatkozott be a Brommapojkarna első osztályban szereplő felnőtt csapatában. 2017 januárjában a Siriushoz igazolt. Először a 2017. április 3-ai, Djurgården ellen 2–0-ra megnyert mérkőzésen lépett pályára. Első gólját 2017. július 15-én, a Malmö ellen 3–3-as döntetlennel zárult találkozón szerezte.
2021. január 18-án négyéves szerződést kötött a norvég első osztályban érdekelt Rosenborg együttesével. 2021. május 9-én, a Vålerenga ellen 1–1-es döntetlennel zárult bajnokin debütált. A következő fordulóban, a Viking ellen hazai pályán 5–0-ra megnyert mérkőzésen megszerezte első gólját is a klub színeiben. A 2021-es szezonban 17 mérkőzésen 11 gólt ért el.
2023. március 10-én a Malmöhöz írt alá.

## Statisztikák
2022. november 13. szerint
| Klub           | Szezon   | Osztály          | Bajnokság | Bajnokság | Kupa  | Kupa | Nemzetközi | Nemzetközi | Összesen | Összesen |
| Klub           | Szezon   | Osztály          | Meccs     | Gól       | Meccs | Gól  | Meccs      | Gól        | Meccs    | Gól      |
| -------------- | -------- | ---------------- | --------- | --------- | ----- | ---- | ---------- | ---------- | -------- | -------- |
| Brommapojkarna | 2013     | Allsvenskan      | 3         | 0         | 0     | 0    | 0          | 0          | 3        | 0        |
| Brommapojkarna | 2014     | Allsvenskan      | 5         | 0         | 0     | 0    | 1          | 0          | 6        | 0        |
| Brommapojkarna | 2015     | Superettan       | 20        | 6         | 0     | 0    | 0          | 0          | 20       | 6        |
| Brommapojkarna | 2016     | Division 1 Norra | 20        | 11        | 1     | 1    | 0          | 0          | 21       | 12       |
| Brommapojkarna | Összesen | Összesen         | 48        | 17        | 1     | 1    | 1          | 0          | 50       | 18       |
| Sirius         | 2017     | Allsvenskan      | 17        | 4         | 2     | 2    | 0          | 0          | 19       | 6        |
| Sirius         | 2018     | Allsvenskan      | 19        | 1         | 3     | 2    | 0          | 0          | 22       | 3        |
| Sirius         | 2019     | Allsvenskan      | 9         | 0         | 0     | 0    | 0          | 0          | 9        | 0        |
| Sirius         | 2020     | Allsvenskan      | 26        | 12        | 3     | 2    | 0          | 0          | 29       | 14       |
| Sirius         | Összesen | Összesen         | 71        | 17        | 8     | 6    | 0          | 0          | 79       | 23       |
| Rosenborg      | 2021     | Eliteserien      | 17        | 11        | 1     | 0    | 5          | 3          | 23       | 14       |
| Rosenborg      | 2022     | Eliteserien      | 16        | 9         | 1     | 0    | 0          | 0          | 17       | 9        |
| Rosenborg      | Összesen | Összesen         | 33        | 20        | 2     | 0    | 5          | 3          | 40       | 23       |
| Összesen       | Összesen | Összesen         | 152       | 54        | 11    | 7    | 6          | 3          | 169      | 64       |